# Перея (Палестина)

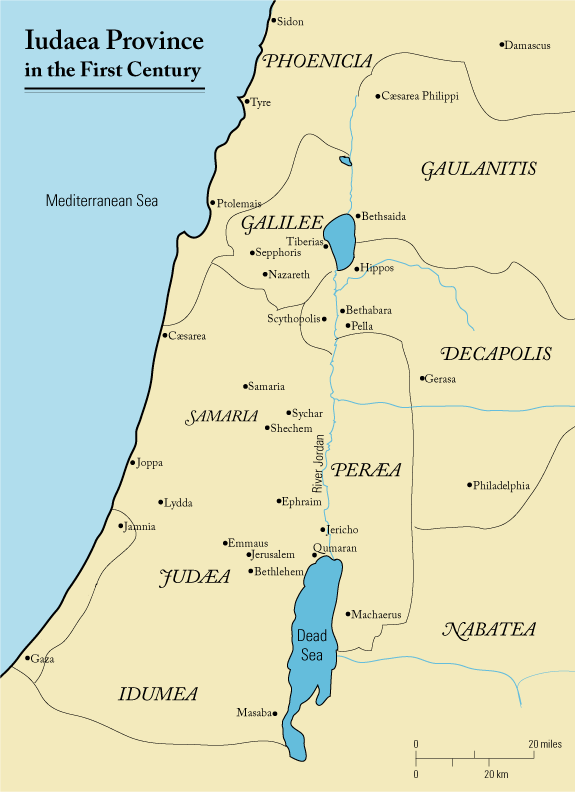
Перея и соседние провинции в I веке н. э.

Перея (др.-греч. Περαία, лат. Peraea, от греч. πέραν — по ту сторону), также Палестина заиорданская, — исторический регион на территории современной Иордании. Принятое в античные времена обозначение области к востоку от реки Иордан.
В более древние времена примерно эта же область именовалась Галаад.
Согласно христианской традиции, упоминаемая в Новом Завете как др.-греч. πἐραν τοῦ Ιορδάνου («за Иорданом»), Перея была местом деятельности Иоанна Крестителя и Иисуса Христа. Само по себе название Перея, встречается в НЗ только в нескольких рукописях — Синайском и Вашингтонском кодексах.

## Описание
По Иосифу Флавию (Иудейская война, кн. III, гл. 3), Перею ограничивали с севера — город Пелла, с Юга — Моав и находящаяся на Моавитском нагорье крепость Махерон, с востока — города Гераса и Филадельфия (Равва Аммонитская, ныне Амман), однако существует и определение Переи как более обширной территории, границами которой служили река Ярмук на севере (район Тивериадского озера) и река Арнон на юге (район Мертвого моря).
Несколько христианских авторов описывают Десятиградие (Декаполис), как входящее в пределы Переи.
Плиний в Естественной истории описывает Перею как «Та ее [Иудеи] часть, что примыкает к Аравии и Египту» (Kn. 5, XV.70).
Перея была относительно засушлива и малоосвоена, известна в основном пастбищами, в возделываемых местностях региона сельское хозяйство специализировалось на оливках, винограде и финиках.

## История
После завоевания Ближнего Востока Александром Македонским в Перее и соседних областях стали возникать центры греческой культуры — города Декаполиса. До 198 года до н. э. регионом правила династия Птолемеев, затем — династия Селевкидов.
После прихода к власти в Иудее династии Хасмонеев и завоевания Переи в конце 2 в. до н. э. и до 1 в. н. э. большая часть Переи была подчинена Иудее.
Иуда Маккавей первый привел ее в зависимость от Иудеи.
Иоанн Гиркан I и Александр Яннай завоевали город Мадебу; сын последнего, Гиркан II, впоследствиие отдал ее набатейскому царю Арете.
Александр Яннай в 93 году до н. э. завладел также городом Гадарой.
В результате вмешательства римлян в гражданскую войну между Гирканом II и Аристобулом II, в 63 году до н. э. над царством Хасмонеев устанавливается римский протекторат и Помпей отторгает от Иудеи часть ранее завоеванных областей, в частности — Гадара передаётся в состав Декаполиса, находившегося тогда под прямой властью Рима. В рамках ограничения власти Гиркана римским наместником в Сирии Авлом Габинием, Перея, как и каждая из пяти областей царства (также Иудея, Самария, Галилея и Эдом), получает отдельный синедрион; столицей Переи становится город Аматус.
При Ироде Антипе (4 до н. э. — 39 н. э.) была выделена в тетрархию («четвертую часть государства»).
В ходе Первой Иудейской войны в 68 н. э. Перея была завоевана императором Веспасианом.
Какое-то время входила в провинцию Аравия.
При разделе императорорм Диоклетианом в 295 году провинции Сирия Палестинская (бывшая Иудея) на три части, Перея была присоединена к провинции Палестина Секунда.
В Талмуде зафиксировано пренебрежительное отношение евреев к Перее: «Иудея является зерном, Галилея — соломой, а Eber ha-Jarden (Перея) лишь мякиной».